# (34452) 2000 SS83
2000 SS83 (asteroide 34452) é um asteroide da cintura principal. Possui uma excentricidade de 0.04296800 e uma inclinação de 4.25480º.
Este asteroide foi descoberto no dia 24 de setembro de 2000 por LINEAR em Socorro.